# In Exchange
《In Exchange》는 이승열의 두 번째 정규 솔로음반이다.
이승열은 이듬 해인 2008년 3월에 열린 제5회 한국대중음악상 시상식에서 '올해의 음악인'과 수록곡 〈아도나이〉로 '최우수 모던록(노래 부문)'을 수상했다.

## 수록곡
전체 작사: 이승열
| #            | 제목                 | 작사           | 작곡         | 재생 시간 |
| ------------ | -------------------- | -------------- | ------------ | --------- |
| 1.           | 〈친구에게, 나에게〉 |                | 이승열       | 3:47      |
| 2.           | 〈기억할게〉         |                | 이승열       | 3:44      |
| 3.           | 〈Buona Sera〉       |                | 이승열       | 3:34      |
| 4.           | 〈가면〉             | featuring 지선 | 이승열       | 4:11      |
| 5.           | 〈우리는〉           |                | 이승열       | 4:58      |
| 6.           | 〈스물 그리고 서른〉 |                | 이승열       | 3:16      |
| 7.           | 〈시간의 끝〉        |                | 강현민       | 4:01      |
| 8.           | 〈새벽, 아침의 문〉  |                | 김성훈       | 4:38      |
| 9.           | 〈그들을 위한 기도〉 |                | 이승열       | 3:01      |
| 10.          | 〈탕!〉              |                | 이승열       | 3:36      |
| 11.          | 〈Trumpet Call〉     |                | 이승열       | 1:34      |
| 12.          | 〈곡예사〉           |                | 이승열       | 5:11      |
| 13.          | 〈아도나이〉         |                | 이승열       | 4:18      |
| 총 재생 시간 | 총 재생 시간         | 총 재생 시간   | 총 재생 시간 | 49:40     |

## 참여
- 이용섭(FLUXUS 스튜디오) - 믹싱(2~5, 7, 10, 12, 13)
- 심진보(FLUXUS 스튜디오) - 믹싱(1, 6, 8, 9, 11)
- 임진선, 민성환 - 보조 엔지니어
- 전훈(a.k.a Cheon “big boom”Hoon, SONIC KOREA)- 마스터링
- 김진석, 김숙경 - 마케팅, 프로모션
- 이종우, 이강우, 이훈배, 김범석 - 매니지먼트, 프로모션
- 박정금 - 해외 매니지먼트
- 김병찬, 이수현, 위효진 - A&R
- 손재익 - 아트 디렉터, 디자인
- 이종규, 이미진 - 디자인
- 이준우 - 사진
- 김영주, 구미영, 유은영, 박솔지 - 스타일리스트
- Jenny house - 헤어, 메이크업
- 김병찬 - 이그제큐티브 프로듀서